# Bagre
Bagre är ett släkte av fiskar. Bagre ingår i familjen Ariidae.
Arterna förekommer i havet kring Nord-, Central- och Sydamerika. Maximallängden varierar mellan 50 och 95 cm.
Arter enligt Catalogue of Life och Fishbase:
- Bagre bagre
- Bagre marinus
- Bagre panamensis
- Bagre pinnimaculatus

## Bildgalleri

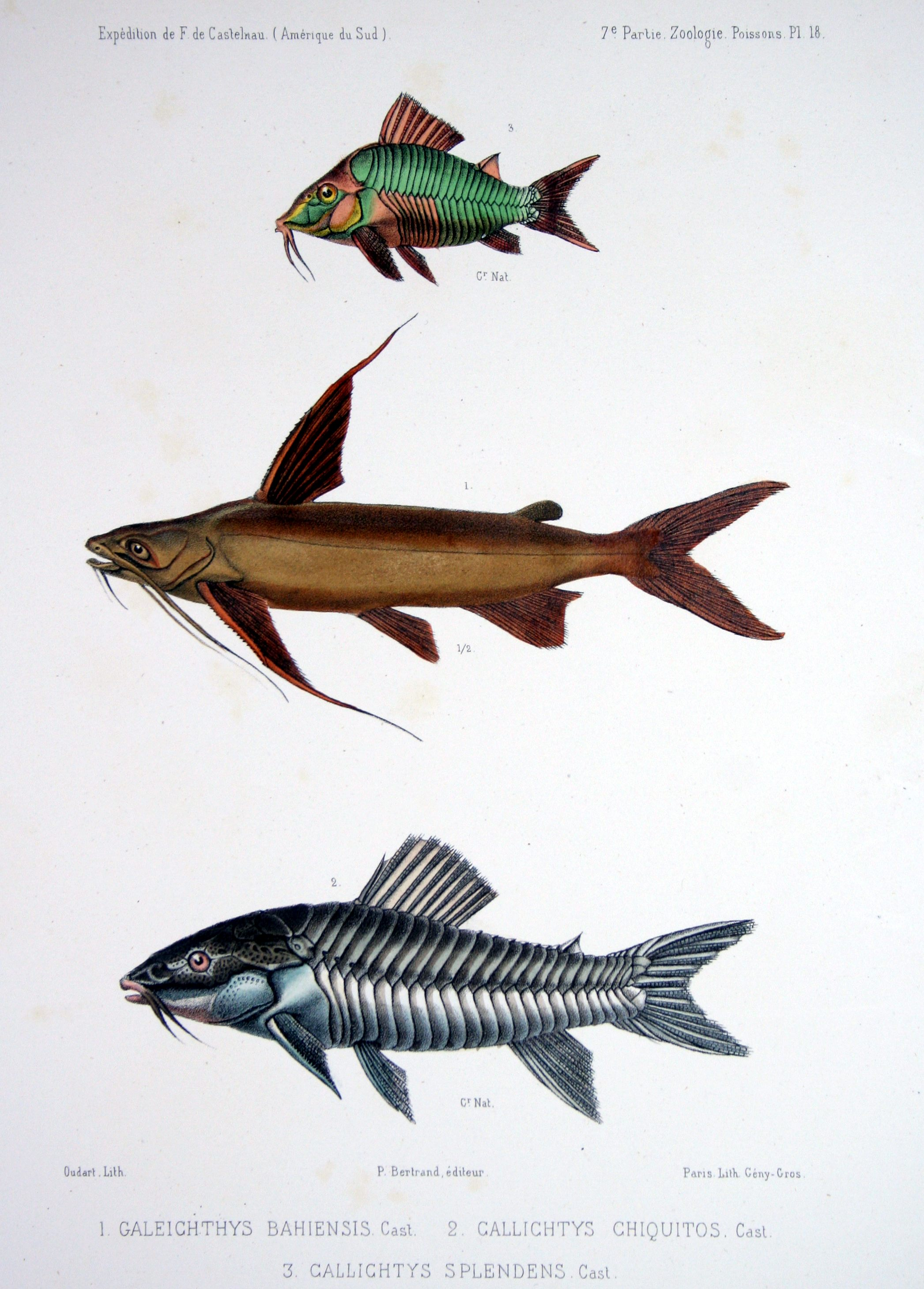